# مرآة العارفین بین المللی
مرآة العارفین بین‌المللی مجله ماهنامه تحقیقی اردو است. ماهنامه مذکور بنام یک اثر بزرگ حسین نوهٔ محمد نامگذاری شده‌است. آئینه را مرآة می‌گویند. در حالی که عارفین جمع عارف است و عارف به معنای کسی است که خداوند متعال را می‌شناسد. هدف از نامگذاری «مرآة العارفین» نیز ارائه افکار و اندیشه‌های صوفیه در این ماهنامه است.

## تاریخچه مجله
«مرآة العارفین بین‌المللی» توسط نهضت جماعت اصلاحی و سازمان بین‌المللی العارفین راه اندازی شده‌است. آغاز این به‌طور رسمی در آوریل ۲۰۰۰ با دستور و رهنمایی سلطان محمد اصغر علی شده بود. «مرآة العارفین» با اهداف عالی علمی و ضمن حفظ کیفیت تحقیق از مدت بیست و یک(۲۱) سال به‌طور منظم و بدون تعطل منتشر می‌شود. سر دبیر مجله صاحبزاده سلطان احمد علی رئیس مؤسسه مسلم (مسلم انستی تیوت) و دبیرکل جماعت اصلاحی و سازمان بین‌المللی العارفین اند. و کارویراستاری توسط طارق اسماعیل ساگر شخصیت سیاسی و ادبی انجام می‌شود.

## دائیره خوانندگان
از آوریل۲۰۰۰ تاکنون این ماهنامه را بیست و یک (۲۱) سال می‌گذرد و امروز این ماهنامه بدون شک در روزنامه‌نگاری مذهبی و ملی ماهنامه کثیرالاشاعت شده‌است. تعداد انتشار این ماهنامه هر ماه تا صد هزار می‌رسد و این امر به سخت کوشی، پیشتکار و استقامت سازمان شاهد است. نمایندگان ماهنامه تقریباً در سراسر مناطق پاکستان حضور دارند آنها نه تنها ماهنامه فوق‌الذکر را به عموم مردم می‌رسانند. بلکه همه به گروه‌های علمی، دانشگاه‌های کوچک و بزرگ پاکستان، موسسه‌های آموزشی و حتی به کتابخانه‌ها را فراهم می‌سازند. غیر از پاکستان در ده (۱۰) کشور دیگر نیز نمایندگان ماهنامه حضور دارند. ماهنامه «مرآة العارفین» نه تنها به خوانندگان خود به برخوردی مثبت وادار می‌کند بلکه بالاتر از تعصبات مذهبی یک فکر نو و تازه در آنان می دهمد.

## اهداف و مقاصد ماهنامه مرآة العارفین
یکی از اولین و مهم‌ترین اهداف مرآة العارفین ترویج وحدت بین المسلمین است. این مجله تحقیقاتی بر فلسفه و اندیشه علامه محمد اقبال «نکل کر خانقاهوں سی ادا کر رسم شبیری» است. به‌طور خلاصه مجله پژوهشی که به حضرت سلطان باهو نسبت دارد. ترجمان فلسفه وحدانیت، پیامبر اصلاح بشریت، و طرفدار ایدئولوژی پاکستان است. این ماهنامه با در نظر گرفتن ایدئولوژی پاکستان از نظر عرفان و تصوف، معاشرت و ادب، وقعیت ملی و بین‌المللی اقتصادیات و معاشیات در ایدئولوژی پاکستان ترجمانی می‌کند.

## بررسی اجمالی مقالاتی که در ماهنامه مراة العارفین منتشر شده
این ماهنامه مشتمل بر مقالاتی در مورد موضوعات متنوع مذهبی، سیاسی و ملی می‌باشد. مقالات پژوهشی در این دربارهٔ شرایط داخلی و بین المللی کشور و در مورد چالشهای در پیش جهان اسلام به چاپ می‌رسند. در ماهنامه مراة العارفین بیشتر مقالات در مورد موضوعات مختلف تحت عناوین زیر منتشر می‌شوند. جزئیات آن در زیر آورده شده‌است.

### مضامین اسلامی
در ماهنامه مرآة العارفین مقالات اسلامی منتشر شده حاوی پیام حقیقی اسلام است. و بسیاری از نکات آشکار می‌شود که مردم معمولاً از آن چشم پوشی می‌کنند. در این مجله به‌طور خاص، راه حل مشکلات اجتماعی از نظر قرآن و سنت ارائه می‌شود. علاوه بر این مقالات بر اساس افکار صوفیه و آموزه‌های صلح و محبت نوشته می‌شوند.

### باهوشناسی
این ماهنامه چون با حضرت سلطان العارفین نسبت دارد؛ بنابراین، گوشه ای از باهوشناسی درین وجود دارد که متعلق به نوشته‌های سلطان العارفین است. علاوه براین ابیات پنجابی حضرت سلطان العارفین به روشی ساده و قابل فهم توضیح داده می‌شوند. به علاوه ابیات پنجابی او در پرتو قرآن و حدیث ارائه عرضه می‌شوند. گذشته از این، مقالات علمی و پژوهشی در مورد زندگی و افکارش نیز گنجانیده می‌شود.

### ملی و بین المللی
این ماهنامه دارای مقالاتی در مورد مشکلات منطقه ای، ملی و بین المللی است. مؤسسه تحقیقاتی مسلم انستی تیوت بالعموم در مورد مشکلات در پیش بشریت و بالخصوص وحدت امت مسلمه برنامه‌های مختلف ملی و بین المللی را تدارک می‌بیند که در این محققان از سراسر جهان نه تنها در مورد این مشکلات بحث می‌کنند بلکه آنها راه حل‌های ممکن برای این مشکلات ارائه می‌دهند. و گزارش‌های دقیق این برنامه‌ها در ماهنامه مرآة العارفین منتشر می‌شود تا بیشتر افراد بتوانند بهره‌مند شوند.

### صلاح عام
توسط جماعت اصلاحی و سازمان بین المللی العارفین به رهنمایی جانشین سلطان الفقر حضرت سخی سلطان محمد علی صاحب در مناطق مختلف پاکستان کنفرانس‌های سالیانه در سراسر کشور در مورد میلاد مصطفی (صلی الله علیه وآله وسلم) رخ می‌دهد. گزارش آن تحت صلاح عام در ماهنامه مراة العارفین منتشر می‌شود. همین‌طور در صلاح عام خطبه‌های صاحبزاده سلطان احمد علی دبیرکل مرکزی روی موضوعات مختلف پس از ویرایش منتشر می‌شود.

## ویژه نامه‌های خصوصی ماهنامه مرآة العارفین
ماهنامه مرآة العارفین ویژه نامه‌های خصوصی را با موضوعات مختلف در مورد احتیاجات و توضیحات عصر حاضر منتشر می‌کند. از جمله مسائل تاریخی امت مسلمه مانند کشمیر و فلسطین. علاوه بر این شماره‌های مخصوص در مورد مشکلات و شرایط وضیعت‌های مختلف در آینئه تاریخ به وفور تدارک می‌بیند. در این ویژه نامه نظریه‌هایی از محققین مختلف دانشگاه‌های متعدد عرضه می‌شوند.